# Экекян, Тигран Артемович
Тигран Экекян (арм. Տիգրան Հեքեքյան; род. 17 августа 1959, Ереван, Армянская ССР, СССР) — армянский профессор музыки в Ереванской государственной консерватории и дирижёр. Он является основателем, художественным руководителем и главным дирижёром хора «Маленькие певцы Армении». Он также является основателем и президентом «Армянские маленькие певцы» международной ассоциации. Он профессор дирижирования в Ереванской государственной консерватории имени Комитаса с 1985 года, а также директор музыкальной школы имени Саят Новы. Заслуженный педагог Республики Армения (2010).

## Биография
Первичное музыкальное образование Тигран Экекян получил в музыкальной школе Саят-Новы, как пианист. Затем как хормейстер продолжил обучение в музыкальном училище им. Романоса Меликяна, в Ереванской государственной Консерватории им. Комитаса и в аспирантуре того же вуза. С 1985 года Тигран Экекян преподает в том же вузе. С 2003 г. он также руководит музыкальной школой имени Саят-Новы. За тридцать лет творческой деятельности Тигран Экекян создал и руководил несколькими коллективами, в числе которых: лауреaты национальных и международных конкурсов, хор музыкальной школы им. А. Спендиаряна и Молодёжный хор при комитете молодёжных организаций, Камерный хор Гостелерадио Армении и хор «Маленькие певцы Армении».

## Конкурсы и фестивали
Тигран Экекян принимает участие в различных международных фестивалях и конкурсах и выступает с концертами в Европе, Северной Америке и Азии. Воспитанники и хор Тиграна Экекяна на различных международных конкурсах завоевали 2 золотые медали в конкурсе «Айстедфод» (Рудепурт, ЮАР, 1993 г.), серебряная медаль в конкурсе «Айстедфод» (Ланголлен, Великобритания, 1994 г.), Гранпри, 2 золотые и серебряная медали в конкурсе «Голдн гейт» (Сан-Франциско, США, 1995 г.).
Миссия Тиграна Экекяна представлять армянское хоровое искусство за рубежом не ограничивается концертной деятельностью: он читает лекции об армянском хоровом искусстве на крупных мировых симпозиумах, проводит мастер классы, участвует в международных конкурсах как член жюри и приглашенный дирижёр. При его активном содействии хоровые произведения армянских композиторов издаются в авторитетных издательствах, таких как Oxford Press и Carus.
Тиграна Экекян и его хор часто принимает участие в различных международных мероприятиях, фестивалях, всемирных симпозиумах, выставках, в том числе; Салоники-культурная столица Европы, международный фестиваль в Базеле (Швейцария, 1995, 2014 г), в Гонконге и Пекине (Китай, 1999 г.), «Золотая ладья» (Сочи, Россия 2001 г.), «Димитрия» (Тессалоники, Греция, 2002), Ежегодный армяно-американский фестиваль «Единство песни» (Армения 2004, 2006), «Да будет будущее петь» Стокгольм (Швеция, 2012), «Детский V хоровой фестиваль», Детский фестиваль в Фрибурге (Швейцария, 2016), Абу-Гош хоровой фестиваль (Израиль 2017), Международный детский хоровой фестиваль (Дрезден, Германия, 2018), Фестиваль хоровой музыки в Тбилиси (Грузия, 2018), oнлайн-конкурс видео INTERKULTUR (2020 г.), XVII онлайн-фестиваль «Москва встречает друзей» (2020 г.), онлайн-фестиваль «Голоса души» (Австрия, 2021 г.), Хоровой фестиваль «Mира во всем мире» (Австрия, 2021 г.), 25-й международный молодёжный хоровой фестиваль «Дети мира в гармонии» (2021 г.), онлайн фотоконкурс «Хоровая фотопрогулка», фестиваль «Европейский кантат» (2021 г.), международный молодёжный лагерь по обмену Sun Ching Ling (2021 г.), второй виртуальный международный праздничный концерт GCI (2021). Международный духовно-музыкальный фестиваль «Серебряные колокола» (2022).
Хор участвовал в ЭКСПО 2000 (Ганновер, Германия, 2000) и в Шестом Всемирном Симпозиуме по Хоровой Музыке (Миннеаполис, США, 2002).

## Награды
За выдающийся вклад в развитие национальной культуры в 1996 году президентом РА Тигран Экекян был награждён медалью «Мовсес Хоренаци». В 2010 году президентом РА Маэстро Экекяну было присвоено почетное звание заслуженного педагога Армении за большой вклад в образование и науку.
В разные годы Тигран Экекян был также удостоен высших наград: Премьер-министра РА, Министерства культуры РА, Министерства Науки и Образования РА и мэрии города Еревана, а также удостоен титула «Посол Культуры Европы» от Европейской Федерации хоров Евросоюза (2001 г.) и награждён серебряной медалью «Леонардо да Винчи» Европейской Академией Естественных наук. (2007 г.)
Тигран Экекян является действительным членом Европейской Академии Естественных Наук (Ганновер), Международной Академии Наук о Природе и Обществе, а также членом Международной Федерации Хорового Искусства, Европейской Хоровой Ассоциации, Международного Союза Детского Хорового и Исполнительского Искусства и член Совета Всемирных Хоровых Олимпийских Игр.
Маэстро Экекян был избран художественным руководителем международного детского и юношеского фестиваля «Золотая ладья», организованного ПАЧЭС, а также — юбилейного комитета, посвященного 100-летию Арама Хачатуряна.
Тигран Экекян является также основателем и художественным руководителем ряда национальных и международных фестивалей и конкурсов, таких как «Аштарак 93», «Ереван 96», «Поющая Армения» 2000, «Объединимся песней» 2001, «Песнь Единства» 2004 и т. д.

## Дискография
- The Complete Works of Parsegh Ganatchian
- Songs of Love and Death
- Armenian Choral Music
- Oratorium
- Edgar Hovhannisyan choral works CD 1
- Edgar Hovhannisyan choral works CD 2
- Oratorium
- Oratorium
- Sacred Music of the 5th — 20th Centuries
- The Fiat Lux a 3-CD set album (United States, 2009)
- Robert Petrosyan՛s songs written for the Little Singers of Armenia choir (Armenia, 2011)
- Furusato (USA, 2012)
- 20 Years of Magic (USA, 2013)
- I remember and demand (Armenia, 2015)
- Benjamin Britten-Choral works for children choirs (Switzerland, 2016)
- Heartful song of Japan (Japan, 2017)
- The Little Singers of Armenia at the Berlin Philharmonic Concert Hall (2019)
- The Little Singers of Armenia at Victoria Hall (2019)
- The Little Singers of Armenia at St. Michael Church, Fribourg (2019)
- The Little Singers of Armenia at the Tokyo Opera City Concert Hall (2019)
- The Little Singers of Armenia at Tchaikovsky Concert Hall (2019)
- The Little Singers of Armenia in Gewandhaus Concert Hall (2020)